# Stieg 17 (Quedlinburg)

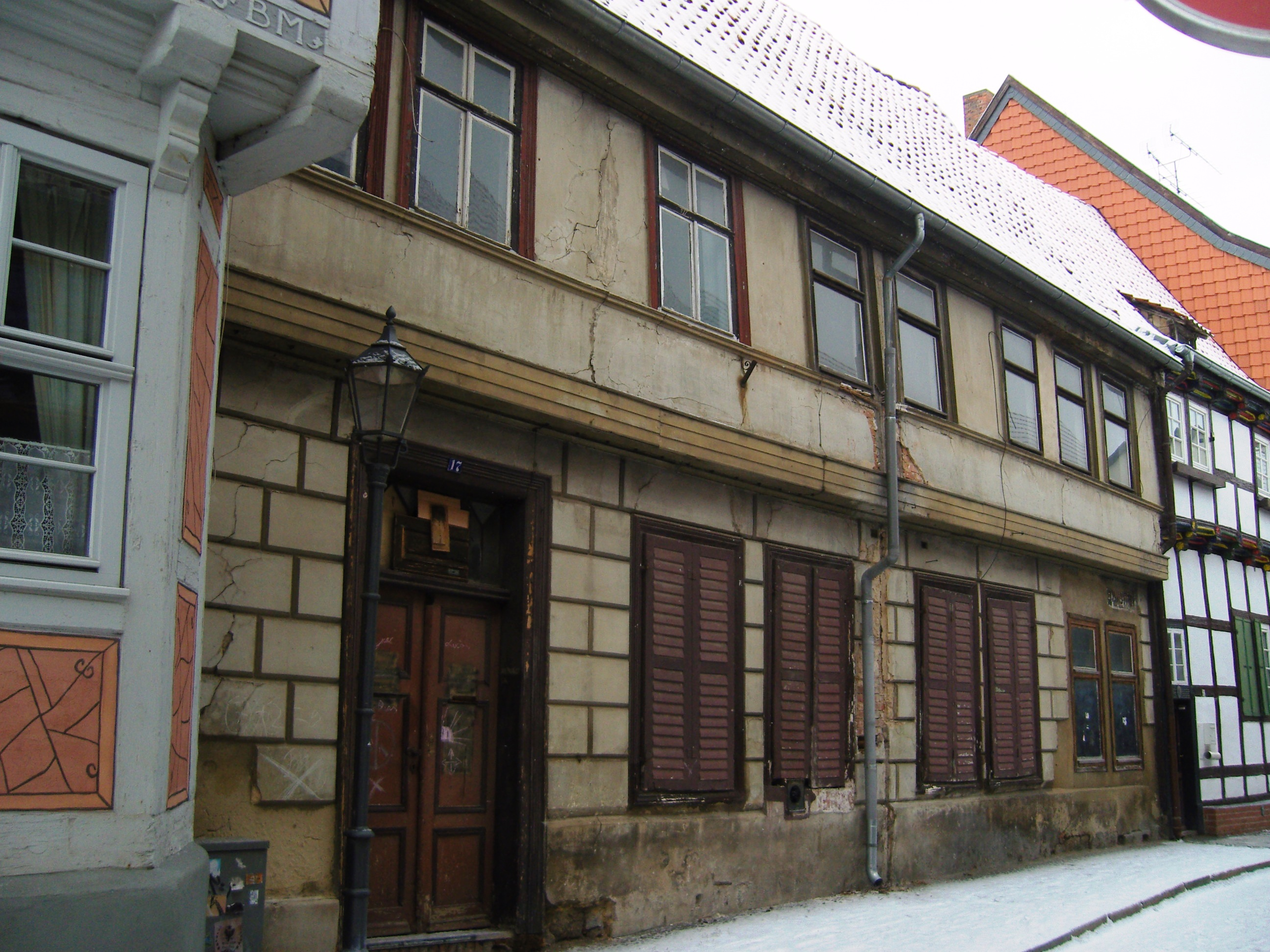
Haus Stieg 17

Das Haus Stieg 17 ist ein denkmalgeschütztes Gebäude in der Stadt Quedlinburg in Sachsen-Anhalt.

## Lage
Es befindet sich östlich des Marktplatzes der Stadt und gehört zum UNESCO-Weltkulturerbe. Im Quedlinburger Denkmalverzeichnis ist es als Wohnhaus eingetragen. Östlich grenzt das gleichfalls denkmalgeschützte Haus Stieg 16, westlich das Haus Stieg 18 an.

## Architektur und Geschichte
Das Fachwerkhaus geht in seinem Kern auf das Jahr 1660 zurück. Der steile Dachstuhl stammt aus der Bauzeit des Hauses. Im 18. Jahrhundert wurde das Gebäude verputzt. Das Haus wurde später umgebaut. Die Fenster sind als Fensterreihung angeordnet.